# Ghiacciaio Fonfon
Il ghiacciaio Fonfon (in inglese: Fonfon Glacier) è un ghiacciaio lungo 4 km e largo 2,3, situato sulla costa di Zumberge, nella parte occidentale della Terra di Ellsworth, in Antartide. In particolare, il ghiacciaio, il cui punto più alto si trova a oltre 3.000 m s.l.m., è situato sul versante orientale della cresta principale della dorsale Sentinella, nelle montagne di Ellsworth, a nord del ghiacciaio Gerila e a sud dell'inizio del ghiacciaio Embree. Da qui esso fluisce in direzione nord-est scorrendo lungo il versante nord-orientale dei picchi Long e lungo quello sud-orientale del monte Anderson fino ad unire il proprio flusso a quello del ghiacciaio Ellen, a sud-est del picco Eyer.

## Storia
Il ghiacciaio Fonfon è stato così battezzato dalla Commissione bulgara per i toponimi antartici in onore della località di Fonfon, situata nei pressi del massiccio Vitoša, in Bulgaria.